# Høyre

Høyres Stimmanteile (Wahl 2021)

Høyre (Abkürzung H; nynorsk Høgre; deutsch Rechte, gebräuchliche Bezeichnung Konservative) ist eine konservative Partei in Norwegen mit einer Mitte-rechts-Ausrichtung. Sie wurde am 25. August 1884 gegründet. Vorsitzende ist seit 2004 Erna Solberg, die von 2013 bis 2021 auch die Regierung Solberg anführte.

## Geschichte

### Gründung und erste Ministerpräsidenten
Die Partei Høyre wurde am 25. August 1884 gegründet und ist Norwegens zweitälteste Partei. Erster Parteivorsitzender wurde Emil Stang. Im Gegensatz zur Partei Venstre setzte sie sich dafür ein, dass die Regierung unabhängig vom Nationalparlament Storting agieren solle. So sollte es nicht möglich sein, dass das Parlament der Regierung die Unterstützung entzieht. Schließlich setzte sich die Venstre mit dem System, dass die Regierung von der Unterstützung des Parlaments abhängig sein sollte, durch. In den 1880er-Jahren setzte sich die Partei vor allem für die Rechte der Staatsbediensteten und der oberen sozialen Schichten ein. Die Høyre trat dafür ein, die Gesellschaftsstrukturen weitgehend zu bewahren und galt als Gegnerin von politischen und sozialen Reformen. Bis etwa 1905 sprach sich die Partei für die Aufrechterhaltung der Union mit Schweden aus.
Emil Stang fungierte in der Zeit von 1889 bis 1891 und erneut von 1893 bis 1895 als Ministerpräsident. Von 1895 bis 1898 regierte schließlich Francis Hagerup. Im Jahr 1894 erzielte die Partei 49,4 % der Stimmen bei der Stortingswahl, was das beste Ergebnis der Partei bei einer solchen Wahl ist. Im Jahr 1903 wurde Hagerup erneut Ministerpräsident.

### Zeit nach der Unionsauflösung
Nach der Auflösung der Union zwischen Norwegen und Schweden erhielt die Høyre erstmals mit Jens Bratlie im Jahr 1912 erneut einen Ministerpräsidenten. In dieser Zeit begann die Partei sich verstärkt für Landwirte einzusetzen und befürwortete einen Getreidezoll. In der Zeit zwischen dem Ersten und dem Zweiten Weltkrieg gingen die Wahlergebnisse der Partei zurück. Dies geschah unter anderem auch, weil neue Parteien gegründet worden waren. Mit Otto Bahr Halvorsen und Ivar Lykke stellte die Partei in dieser Zeit zwei weitere Ministerpräsidenten. Als prägende Figur der Partei entwickelte sich jedoch vor allem Carl Joachim Hambro, der von 1928 bis 1934 und erneut von 1945 bis 1954 der Partei vorstand und auch mehrere Jahre als Stortingspräsident fungierte.

### Zeit nach dem Zweiten Weltkrieg
Nach dem Zweiten Weltkrieg kam es zu mehreren Regierungen der Arbeiderpartiet mit einer absoluten Mehrheit im Parlament. Wie andere Parteien auch, konnte die Høyre in dieser Zeit kaum in das politische Geschehen eingreifen. Die Høyre begann jedoch ab 1945 wieder bessere Wahlergebnisse zu erzielen. Nachdem die Regierung Gerhardsen IV im August 1963 scheiterte, regierte die bürgerliche Regierung Lyng unter Høyre-Politiker John Lyng vom 28. August bis zum 25. September 1963. Erneute Regierungsbeteiligung hatte die Høyre in der Regierung Borten unter Per Borten von der Senterpartiet. Die Regierungszeit dauerte von 1965 bis 1971 an.
Bei der Parlamentswahl 1981 erhielt die Høyre 31,7 % und damit das beste Ergebnis seit 1924. Aus der Wahl ging die Regierung Willoch hervor, bei der Høyre-Politiker Kåre Willoch die Minderheitsregierung zunächst ohne Beteiligung anderer Parteien anführte. Zwischen 1983 und 1986 kam es zu einer Koalition mit der Kristelig Folkeparti (KrF) und der Senterpartiet. Die Koalition verlor bei der Wahl 1985 ihre Mehrheit im Parlament und es kam erst zwischen 1989 und 1990 wieder zu einer kürzeren Regierungszusammenarbeit und Ministerpräsident Jan P. Syse.

### Seit 2001
In den Jahren 2001 bis 2005 war Høyre erneut an der Regierung beteiligt. In die Mitte-rechts-Koalition der zweiten Regierung Bondevik brachte Høyre die mit Abstand meisten Mandate ein, musste das Amt des Regierungschefs jedoch der Kristelig Folkeparti überlassen. Bei der Wahl 2005 erzielte Høyre schließlich mit 14,1 % der Stimmen ihr schlechtestes Wahlergebnis seit 1945, bei der folgenden Parlamentswahl im Jahr 2009 erreichte sie 17,2 %.
Vor allem durch die Stimmengewinne der rechten Fremskrittspartiet (FrP) war es für die konservativ-bürgerlichen Parteien ab 1985 lange schwer geworden, Mehrheiten zu finden. Vor der Stortingswahl 2009 zeigten sich die Parteien offen für eine Zusammenarbeit, die Regierung Stoltenberg II konnte allerdings ihre Mehrheit behalten. Nach der Wahl 2013 schlossen die Konservativen am 7. Oktober 2013 eine Koalitionsvereinbarung mit der Fremskrittspartiet. Die Regierung Solberg wurde am 16. Oktober gebildet, nachdem die scheidende Regierung Jens Stoltenberg II wie angekündigt ihren Rücktritt eingereicht hatte. Der Regierung trat nach der Wahl 2017 auch die Venstre bei, im Januar 2019 folgte die KrF. Somit wurde die Regierung eine Mehrheitsregierung. Diesen Status behielt die Regierung unter Erna Solberg bis Januar 2020, als die Fremskrittspartiet austrat. Nach der Stortingswahl 2021 endete Solbergs Amtszeit als Ministerpräsidentin.

## Positionen
Die Høyre selbst bezeichnet sich als liberalkonservative Partei. In ihrer Parteisatzung erklärt die Høyre, dass ihr Ziel eine „konservative Zukunftspolitik“ sei. Diese soll auf einer „christlichen Kulturgrundlage, dem Rechtsstaat und der Demokratie“ aufbauen. In einem Grundsatzprogramm aus dem Jahr 2019 hält die Partei fest, dass das Recht auf privates Eigentum und die soziale Marktwirtschaft grundlegende Voraussetzungen für eine Demokratie seien, die Wohlfahrt, Vielfalt und Chancen für alle Menschen erzeuge. Bezüglich der Marktwirtschaft wird weiter erklärt, dass die Märkte so frei und offen und die Eingriffe von öffentlicher Seite so klein wie möglich sein sollten. Des Weiteren spricht sich die Partei in ihrem Programm dafür aus, dass Norwegen die Zusammenarbeit mit der Europäischen Union (EU) weiter ausbauen und ein vollwertiges Mitglied der EU werden sollte.

## Parteivorsitzende
- Emil Stang, 1884–1889
- Christian Homann Schweigaard, 1889–1891
- Emil Stang, 1891–1893
- Christian Homann Schweigaard, 1893–1896
- Emil Stang, 1896–1899
- Francis Hagerup, 1899–1902
- Ole L. Skattebøl, 1902–1905
- Edm. Harbitz, 1905–1907
- Fredrik Stang der Jüngere, 1907–1911
- Jens Bratlie, 1911–1919
- Otto Bahr Halvorsen, 1919–1923
- Ivar Lykke, 1923–1926
- Carl Joachim Hambro, 1926–1934
- Johan H. Andresen, 1934–1937
- Ole Ludvig Bærøe, 1937–1940
- Arthur Nordlie, 1945–1950
- Carl Joachim Hambro, 1950–1954
- Alv Kjøs, 1954–1962
- Sjur Lindebrække, 1962–1970
- Kåre Willoch, 1970–1974
- Erling Norvik, 1974–1980
- Jo Benkow, 1980–1984
- Erling Norvik, 1984–1986
- Rolf Presthus, 1986–1988
- Jan P. Syse, 1988–1991
- Kaci Kullmann Five, 1991–1994
- Jan Petersen, 1994–2004
- Erna Solberg, seit 2004

## Ministerpräsidenten
- Emil Stang, 1889–1891 und 1893–1895
- Francis Hagerup, 1895–1898 und 1903–1905
- Jens Bratlie, 1912–1913
- Otto Bahr Halvorsen, 1920–1921 und 1923
- Ivar Lykke, 1926–1928
- John Lyng, 1963
- Kåre Willoch, 1981–1986
- Jan P. Syse, 1989–1990
- Erna Solberg, 2013–2021

## Wahlergebnisse zum Storting
| Jahr | Mandate | Prozent |
| ---- | ------- | ------- |
| 1961 | 29      | 19,3    |
| 1965 | 31      | 20,3    |
| 1969 | 29      | 18,8    |
| 1973 | 29      | 17,2    |
| 1977 | 41      | 24,5    |
| 1981 | 53      | 31,8    |
| 1985 | 50      | 30,4    |
| 1989 | 37      | 22,2    |
| 1993 | 28      | 17,0    |
| 1997 | 23      | 14,3    |
| 2001 | 38      | 21,2    |
| 2005 | 23      | 14,1    |
| 2009 | 30      | 17,2    |
| 2013 | 48      | 26,8    |
| 2017 | 45      | 25,0    |
| 2021 | 36      | 20,4    |